# Bitwa pod Uścieczkiem
Bitwa pod Uścieczkiem – starcie zbrojne, które miało miejsce 6 października 1694 roku pod Uścieczkiem na Podolu, podczas wojny polsko-tureckiej (1683–1699).

## Przed bitwą
Na wiadomość o ruchach wojsk turecko-tatarskich w Mołdawii król Jan III Sobieski zwołał w Warszawie 2 września 1694 roku radę senatu. W tegorocznej kampanii planowano prowadzić działania zmierzające do odzyskania twierdzy w Kamieńcu Podolskim. Termin koncentracji armii koronnej w obozie pod Monasterzyskami ustalono już na 3 lipca, lecz wojsko zbierało się jak zwykle powoli. Dopiero po przybyciu ze Lwowa hetmana wielkiego koronnego Stanisława Jana Jabłonowskiego przystąpiono do wzmożonej koncentracji. W tym czasie obóz wojsk przeniesiono do Dobrowody następnie Wiśniowczyka, Jazłowca i Niczławy nad Dniestrem.
Marsz wojsk przebiegał bez zakłóceń, szpiedzy donosili o stanowiskach ordy tatarskiej znajdujących się pod Cecorą. Pod Cecorą wróg organizował transport zaopatrzenia do blokowanej twierdzy w Kamieńcu, czyli tak zwanej zachary. Hetman wielki po otrzymaniu tych wiadomości, postanowił ruszyć w kierunku Smotrycza w celu zatrzymania konwoju. 2 października wojsko koronne dotarło do Uścieczka. Nie doczekawszy się jednak wroga hetman nakazał powrót do Okopów Świętej Trójcy. W tym czasie przybyły posiłki wojska litewskiego pod wodzą hetmana wielkiego litewskiego Kazimierza Jana Sapiehy. Tymczasem chan tatarski Selim I Girej dysponując około 8-10 tysiącami Tatarów oraz 2 tysiącami Turków, otrzymawszy informacje o odwrocie Polaków ruszył ze swoim transportem liczącym 1,5 tysiąca wozów w kierunku przeprawy przez Dniestr pod Uścieczkiem. Jabłonowski dowiedziawszy się o tym pozostawił swój tabor w miejscu postoju pod Żwiniaczem i na czele około 2-3 tys. jazdy i piechoty i 12 działami ruszył z powrotem do Uścieczka docierając tam rankiem 6 października. W międzyczasie dotarła do przeprawy reszta wojsk.

## Bitwa
Około południa hetman sformował grupę jazdy mającej za zadanie przeprawić się na drugą stronę rzeki ku pozycjom wroga. Polski wódz rzucił na przeprawę 2-3 tys. jazdy koronnej i litewskiej wraz z kilkoma działami. Chorągwie przeszły rzekę wpław, a następnie uszykowały się w dwie linie z rajtarią i artylerią w centrum a jazdą na skrzydłach, na prawym skrzydle ustawiono chorągwie koronne zaś na lewym litewskie.
Po pierwszym słabym ataku sił polsko-litewskich na szyk wroga, łatwo zresztą odparty przez przeciwnika nastąpił atak konnicy tatarskiej na prawe skrzydło wojsk hetmańskich. Ordyńcy złamali opór pierwszej linii i skierowali się ku drugiej, stwarzając trudną sytuacje dla żołnierzy hetmańskich. Jabłonowski podjął wtedy szybką i trafną decyzję wspomagając wojska koronne chorągwiami litewskimi z lewego skrzydła. Wojsko trzykrotnie nacierało w walce białą broń, Tatarzy zaczęli się cofać w kierunku brzegów rzeki.
Widząc to wódz Tatarski Sabas Girej ściągnął swoje siły pozostające do tej pory w odwodzie i rzucił je na lewe skrzydło wojsk Jabłonowskiego. Atak ten okazał się jednak nieskuteczny gdyż z powodu ciasnoty miejsca Orda nie mogła swym starym zwyczajem rozsypać się na boki. Widząc nieskuteczność ponawianych przez jazdę polsko-litewską ataków wódz polski postanowił wprowadzić do boju tabor wraz z działami i piechotą.
Około godziny 16.00 jednostki te przeprawiły się przez Dniestr i połączył się z resztą szyku Jabłonowskiego. Piechota z działami natychmiast wzmocniła centrum szyku. Przez blisko pół godziny morderczy ogień armatni i muszkietowy sypał się na konnicę wroga, zaś po tym przygotowaniu ogniowym o godzinie 17.00 hetman koronny rzucił do walki chorągwie pancerne, które spędziły z pola zmieszanych Tatarów. Przeciwnik zaczął się cofać ku wąskiemu przesmykowi pomiędzy zakolami rzeki. Tu wojsko polsko-litewskie dokonało masakry niemogącej się wyrwać z okrążenia Ordy. Żołnierze aż do nocy zajęci byli wyrzynaniem niedobitków.

## Po bitwie
Wzięto do niewoli kilku murzów, po polsko-litewskiej stronie poległo zaledwie kilkunastu ludzi. Noc wojska spędziły nad przeprawą. Rankiem 7 października dotarto do wozów z zapasami, których według wyolbrzymionej relacji hetmana zdobyto aż 5 tys. w rzeczywistości około 1,5 tysiąca, wyładowanych zapasami żywności dla tureckiej załogi twierdzy w Kamieńcu, bronią, drogocennymi przedmiotami o łącznej wartości dwóch milionów złotych.